# Президентские выборы в Черногории (2003, февраль)
Президентские выборы в Черногории прошли 9 февраля 2003 года. Филип Вуянович набрал абсолютное большинство голосов, однако выборы были признаны недействительными, так как по избирательному закону участие должно было быть не менее 50 %, а явка на прошедших выборах составила лишь 46,64 %. Более того, явка оказалась даже меньше, чем на предыдущих выборах в декабре 2002 года, которые тоже были признаны недействительными. Низкая явка объяснялась плохой погодой, бойкотом оппозиции и общим разочарованием избирателей из-за того, что пост президента рассматривался как чисто церемониальный.
После повторных проваленных выборов существовало два решения проблемы: отмена минимально необходимой явки и непрямые выборы президента в парламенте. К следующим выборам в мае 2003 года минимальная явка была отменена.

## Результаты
Результаты президентских выборов 9 февраля 2003 года
| Кандидат                                    | Партия                                             | Голоса  | %     |
| ------------------------------------------- | -------------------------------------------------- | ------- | ----- |
| Филип Вуянович (Филип Вујановић)            | ДПС-СДП                                            | 174 429 | 81,84 |
| Драган Хайдукович (Драган Хајдуковић)       | беспартийный                                       | 15 356  | 7,29  |
| Александр Василевич (Александар Васиљевић)  | Сербская радикальная партия (Воислав Шешель)       | 7885    | 3,7   |
| Милан-Мило Радулович (Милан-Мило Радуловић) | Партия естественного права                         | 3392    | 1,59  |
| Милан Шпарович (Јован Пејовић)              | беспартийный                                       | 1097    | 0,51  |
| Milan Šparović (Милан Шпаровић)             | беспартийный                                       | 870     | 0,41  |
| Обрад Маркович (Обрад Марковић)             | Югославские коммунисты                             | 839     | 0,39  |
| Илия Дарманович (Илија Дармановић)          | Сербская радикальная партия (отделение Черногории) | 833     | 0,39  |
| Миливойе Бакич (Миливоје Бакић)             | беспартийный                                       | 769     | 0,36  |
| Михаило Маркович (Михаило Марковић)         | беспартийный                                       | 456     | 0,21  |
| Дьёрдье Милич (Ђорђије Милић)               | беспартийный                                       | 278     | 0,13  |
| Недействительных бюллетеней                 |                                                    | 6938    | 3,25  |
| Всего (явка 46,64 %)                        |                                                    | 213 142 | 100   |